# Xã Fossum, Quận Norman, Minnesota
Xã Fossum (tiếng Anh: Fossum Township) là một xã thuộc quận Norman, tiểu bang Minnesota, Hoa Kỳ. Năm 2010, dân số của xã này là 156 người.